# Борац (гандбольный клуб)
Бо́рац (серб. Бopaц / Borac) — мужской гандбольный клуб, базирующийся в городе Баня-Лука, Республика Сербская, Босния и Герцеговина. Чемпион Кубка европейских чемпионов и Кубка Европейской гандбольной федерации, многократный чемпион национальных первенств.

## История и достижения
Клуб основан в 1950 году как часть одноимённого спортивного общества «Борац», которое на тот момент уже имело футбольный, баскетбольный и некоторые другие спортивные клубы. Когда в 1957 году сформировался федеральный чемпионат Югославии по гандболу, «Борац» сразу же принял в нём участие — в итоге он не пропустил ни одного югославского национального первенства и каждый раз боролся за самые высокие позиции. Так, в период 1959—1981 годов он семь раз становился чемпионом Югославии, уступая по совокупному количеству побед только хорватскому «Партизану» из города Бьеловар, который был чемпионом девять раз. Кроме того, баня-лукский «Борац» является десятикратным обладателем Кубка Югославии, самым титулованным участником этого соревнования за всю его историю.
Когда в 1992 году страна распалась и югославское национальное первенство прекратило своё существование, «Борац» начал выступать в новообразованном первенстве Республики Сербской, где был безоговорочным лидером: в период 1993—2001 годов выиграл все восемь розыгрышей чемпионата, в общей сложности двенадцать раз становился обладателем Кубка Республики Сербской (в 1995 году турнир не проводился по причине боевых действий в республике). Впоследствии присоединился к единой лиге Боснии и Герцеговины, где тоже выступал успешно: в период 2012—2015 трижды подряд завоёвывал титул чемпиона страны, пять раз побеждал на Кубке Боснии и Герцеговины.
«Борац» имеет достижения и на международной арене. Так, в сезоне 1974/75 Кубка европейских чемпионов клуб сумел дойти до финальной стадии, где со счётом 17:19 потерпел поражение от немецкого «Форвертс». Год спустя вновь дошёл до финала и на сей раз одержал победу, со счётом 17:15 взял верх над датской «Фредерисией». В сезоне 1990/91 стал обладателем Кубка Европейской гандбольной федерации, победив в финале московский ЦСКА. Четырежды побеждал на Международном гандбольном турнире чемпионов Добоя (1967, 1970, 1971, 1973). Регулярно выступает в так называемой лиге чемпионов стран Восточной Европы, SEHA-лиге. В разное время за клуб играли такие известные игроки как Изток Пуц, Патрик Чавар, Ирфан Смайлагич, Божидар Йович, Даниел Шарич, Младен Боинович и др.

## Состав на сезон 2015/16

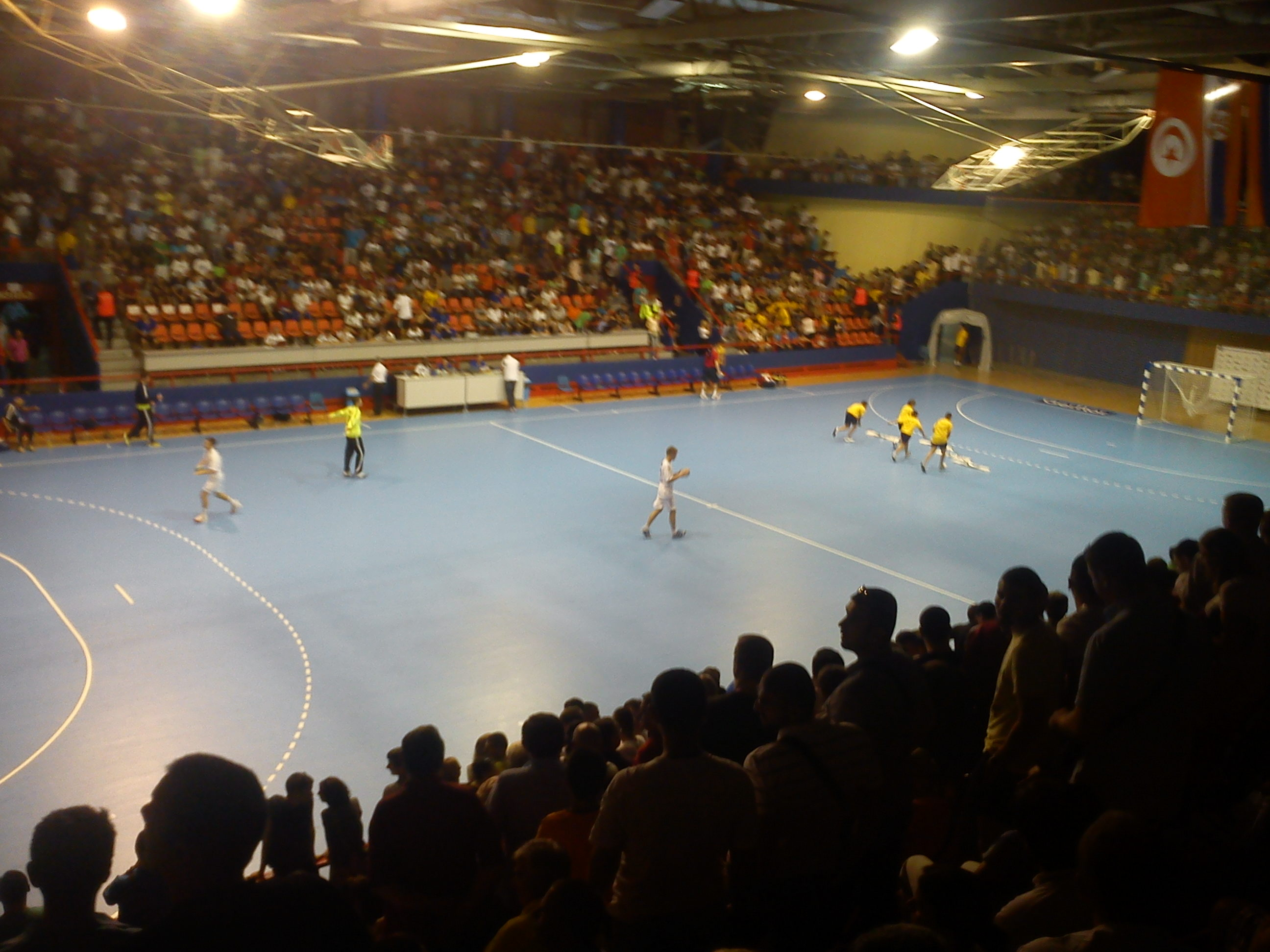
«Борац» на домашней арене

| №  | Игрок               | Гражданство          |
| -- | ------------------- | -------------------- |
| 01 | Дамир Ефендич       | Босния и Герцеговина |
| 03 | Стефан Янкович      | Босния и Герцеговина |
| 08 | Даворин Вуйович     | Сербия               |
| 09 | Лука Телен          | Босния и Герцеговина |
| 11 | Срджан Миятович     | Босния и Герцеговина |
| 12 | Тибор Иванишевич    | Сербия               |
| 13 | Арсение Бубич       | Босния и Герцеговина |
| 14 | Мирко Микич         | Босния и Герцеговина |
| 15 | Милош Ньежич        | Босния и Герцеговина |
| 16 | Ясмин Хушич         | Босния и Герцеговина |
| 21 | Бранислав Обрадович | Босния и Герцеговина |
| 22 | Станко Станкович    | Босния и Герцеговина |
| 23 | Срджан Тривунджа    | Босния и Герцеговина |
| 25 | Джордже Челич       | Босния и Герцеговина |
| 26 | Деан Шешич          | Босния и Герцеговина |
| 29 | Иван Думенчич       | Хорватия             |
| 31 | Марко Черанич       | Босния и Герцеговина |
| 36 | Ратко Николич       | Сербия               |
| 44 | Доминик Смойвер     | Хорватия             |
| 46 | Никола Милошевич    | Сербия               |
| 64 | Милан Глумичич      | Босния и Герцеговина |
| 77 | Борис Шекарич       | Черногория           |